# سمير شمام
سمير شمام لاعب كرة قدم تونسي معتزل وحاليا مدرب نادي الأخضر.